# Crosby, Minnesota
Crosby là một thành phố thuộc quận Crow Wing, tiểu bang Minnesota, Hoa Kỳ. Năm 2010, dân số của thành phố này là 2386 người.

## Dân số
- Dân số năm 2000: 2299 người.
- Dân số năm 2010: 2386 người.